# Zona del Canal
Zona del Canal är en ort i Mexiko.   Den ligger i kommunen Mexicali och delstaten Baja California, i den nordvästra delen av landet, 2 100 km nordväst om huvudstaden Mexico City. Zona del Canal ligger 18 meter över havet och antalet invånare är 158.
Terrängen runt Zona del Canal är mycket platt. Runt Zona del Canal är det ganska tätbefolkat, med 58 invånare per kvadratkilometer. Närmaste större samhälle är Guadalupe Victoria, 11,8 km söder om Zona del Canal. Trakten runt Zona del Canal består till största delen av jordbruksmark.